# インバネスコート

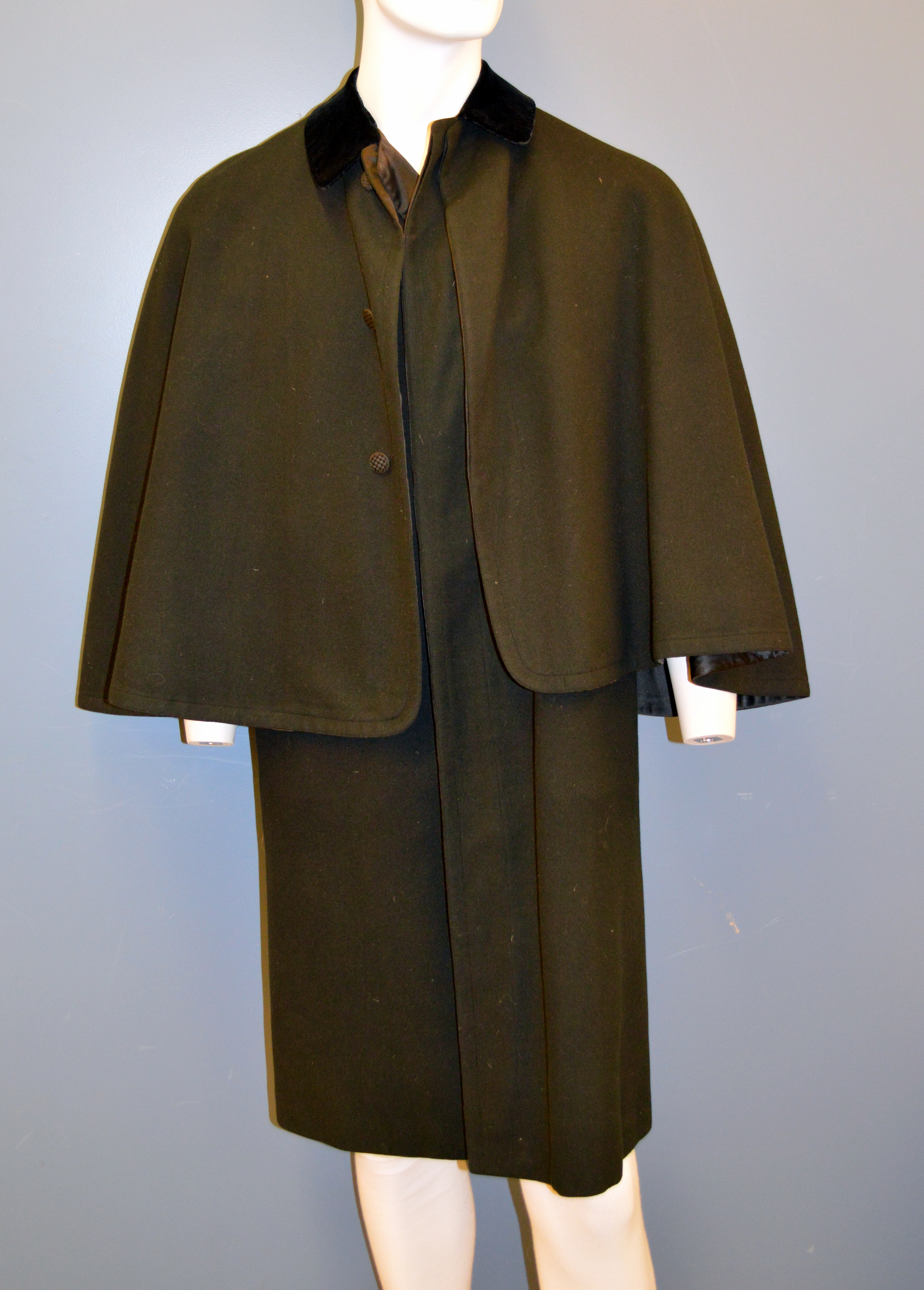
19世紀末期のインバネスコート

インバネスコート（Inverness coat）は、男性用の外套の一種。単にインバネスと呼ばれることもある。

## 概要
丈の長いコートに、ケープを合わせたデザイン。コート部分に袖のあるものと無いものがある。ケープの長さは、袖無しの場合は手首程度までの丈のものが多く、袖のある場合は肘から手首程度の範囲の丈のものが多い。ケープは取り外せるものと取り外せないものがあり、袖無しの場合は取り外せない場合が多い。ケープの背中部分がコートの背中部分と一体化しているものもある。
スコットランドのインヴァネス地方で生まれたとされているため、こう呼ばれている。雨天など過酷な気象でもバグパイプ（スコットランドの楽器）を守り、演奏するために作成されたといわれている。
鹿撃ち帽、パイプと合わせた姿は、シャーロック・ホームズのトレードマークとして知られている。ただし、この姿は原作の中では描写されておらず、挿絵や映像作品などから二次的に生じた姿である。

## ギャラリー
- スコットランドの伝統衣装としてキルトの上に着用した例（2007年）
- スイスのマイリンゲンにあるホームズ像。
- ホームズの格好をしたクマの人形（左）。えんじ色のインバネスコートを身につけている。
- 1901年のファッションプレートより。ステッキを持っている。
- 1910年のファッションプレートより。シルクハットを被っている。
- インバネスコート姿の太宰治

## 日本におけるインバネスコート

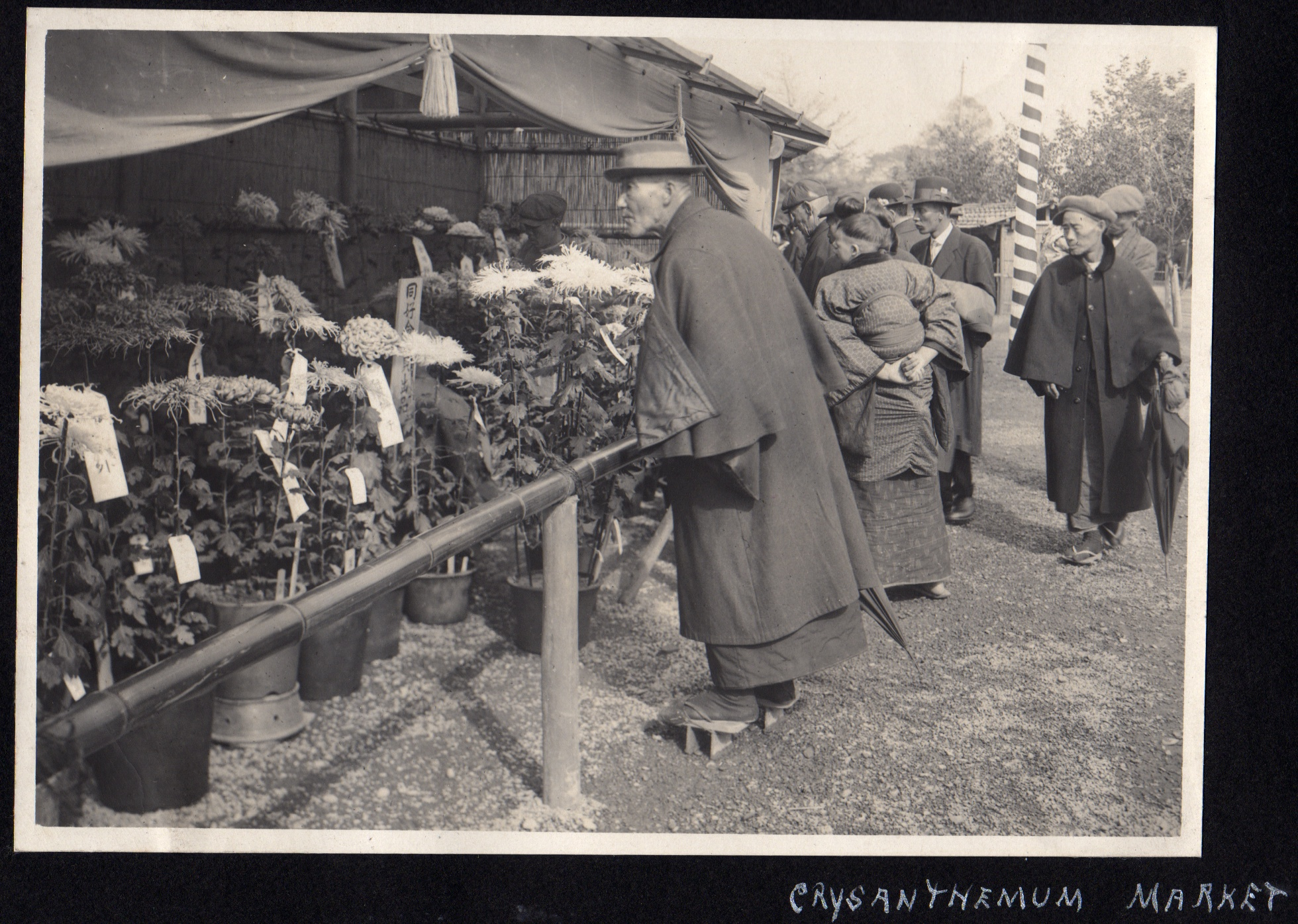
下駄履きにカンカン帽、洋傘を持ったとんび姿の男性（1914年）

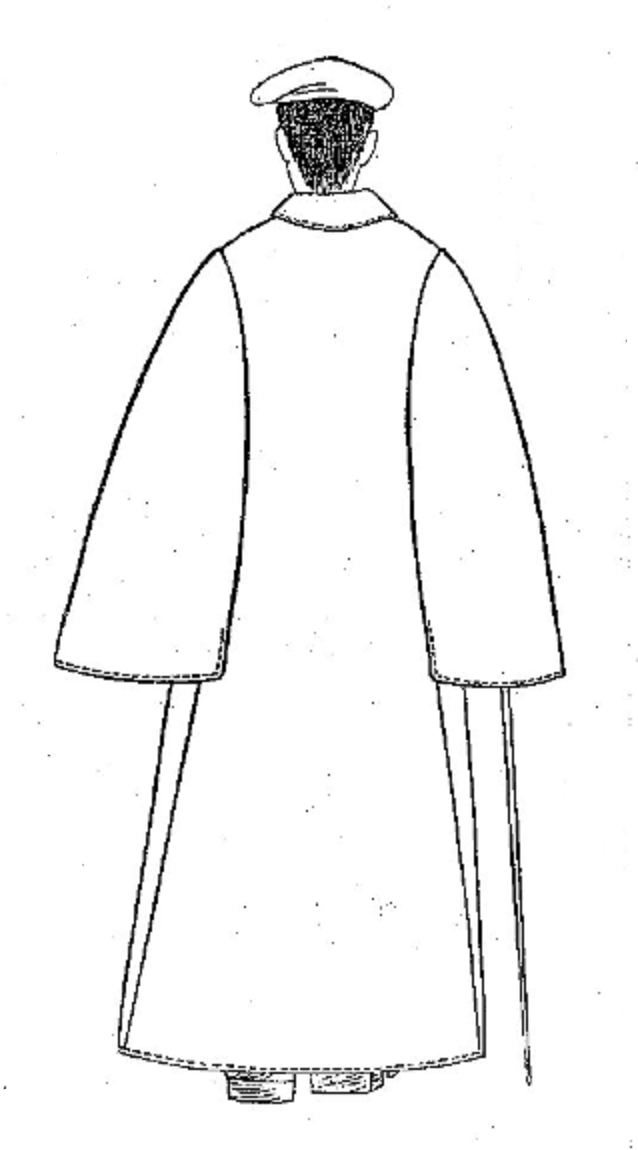
とんび（1903年の洋服裁縫教科書より）

日本では主に男性の和装用コートとして用いられ、「二重回し」「二重廻し」「二重マント」「とんび」「インバ」「エンバ」などと呼ばれる。一般に「インバネスコート」は袖があるが、「二重回し」や「とんび」には袖がない。二重回しの場合、ケープの下はベスト状になっており、ケープが肩から背中全体を覆っている。とんびの場合、ケープは肩のみで背中の部分にケープが無いことが多い。着丈は二重回しもとんびも膝下まで達する。
これらの呼称は混乱しており、さまざまな定義がなされているが、歴史的にどれかが正しいと言える物ではない。参考までに比較的よくなされる定義を記す。
- 「インバネスコート」 - 袖のあるケープ付きの外套。
- 「二重回し」「二重マント」 - 袖の無いケープ付きの外套。
- 「とんび」 - 袖が無く、ケープの背中部分がコートの背中部分と一体化している外套。

明治20年（1887年）ごろに伝わり、大正から昭和初期にかけて流行した。当時は「インバネスコート」「二重回し」「二重マント」「とんび」と呼ばれる外套は『お大尽』だけが着ることのできるものであった。インバネスコートのデザインでは和服の大きな袖が邪魔にならないため、実用性が非常に高かったことが流行の一因と思われる。和装自体が衰退した現代ではあまり見られなくなったが、現在でも和装をする際には、防寒着としてレトロでエレガントな雰囲気を持ったインバネスコートは依然需要があり、和装用の外套を扱っている店では販売している店舗も多い。
映画監督の伊丹十三は、「着物にインバネスってのは、ライスカレーと福神漬け、と同じように和洋折衷大成功の一例である」と語っている。
長崎のグラヴァー邸で知られるトーマス・グラヴァーを筆頭に、開国直後の、スコットランドから日本への技術伝達、訪日・友好は深く、また日本人留学生をアバディーン（グラヴァーの故郷）、グラスゴー、エディンバラなどに、当時混乱の日本政府に先立って受け入れている。この事により、帰郷した日本人やスコットランド人により「インバネスコート」・「蛍の光」・「ウイスキー（竹鶴政孝による。妻の竹鶴リタはスコットランド人）」などが日本に紹介・持ち込まれたと思われる。